# Gumpendorf
Gumpendorf entwickelte sich vom Dorf am Wienfluss zu einer dicht besiedelten Vorstadt Wiens, die seit 1798 unter der Grundherrschaft der Stadt Wien stand. 1850 wurde es mit anderen Vorstädten eingemeindet und in den heutigen 6. Wiener Gemeindebezirk, Mariahilf, eingegliedert.
Ein großer Teil des Gebiets ist von der Stadt Wien als bauliche Schutzzone definiert.

## Lage
Gumpendorf nimmt den westlichen Teil des Bezirks Mariahilf ein. Nach dem Vasquez-Plan um 1830 wird es etwa wie folgt begrenzt:
- im Norden durch die Mariahilfer Straße (Grenze zum 7. Bezirk)
- im Osten durch die nördliche Hälfte der Esterházygasse, den anschließenden Abschnitt der Gumpendorfer Straße stadteinwärts bis zum Apollokino, die Kaunitzgasse stadtauswärts bis zur Magdalenenstraße und die von dieser zum Wienfluss führende Proschkogasse
- im Süden durch den Wienfluss (Grenze zum 5. Bezirk)
- im Westen durch Mariahilfer und Gumpendorfer Gürtel (Grenze zum 15. Bezirk)

## Namensherkunft
Die erste urkundliche Erwähnung Gumpendorfs erfolgte 1130. Der Name dürfte aus dem Begriff Gumpe (Tümpel) entstanden sein, da der damals noch unregulierte Wienfluss häufig Hochwasser führte und dabei Tümpel und tote Nebenarme hinterließ.

## Geschichte

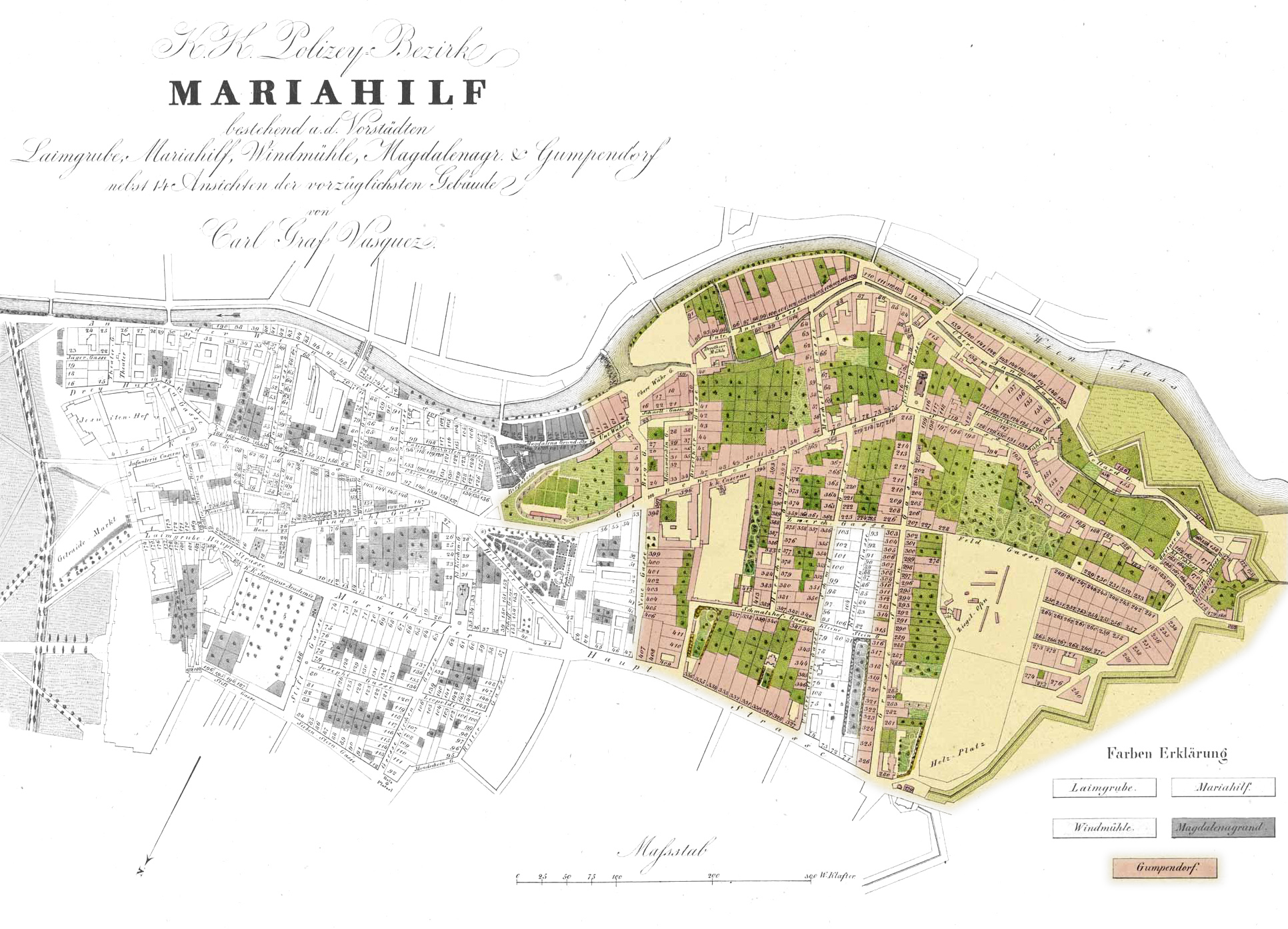
Gumpendorf um 1830

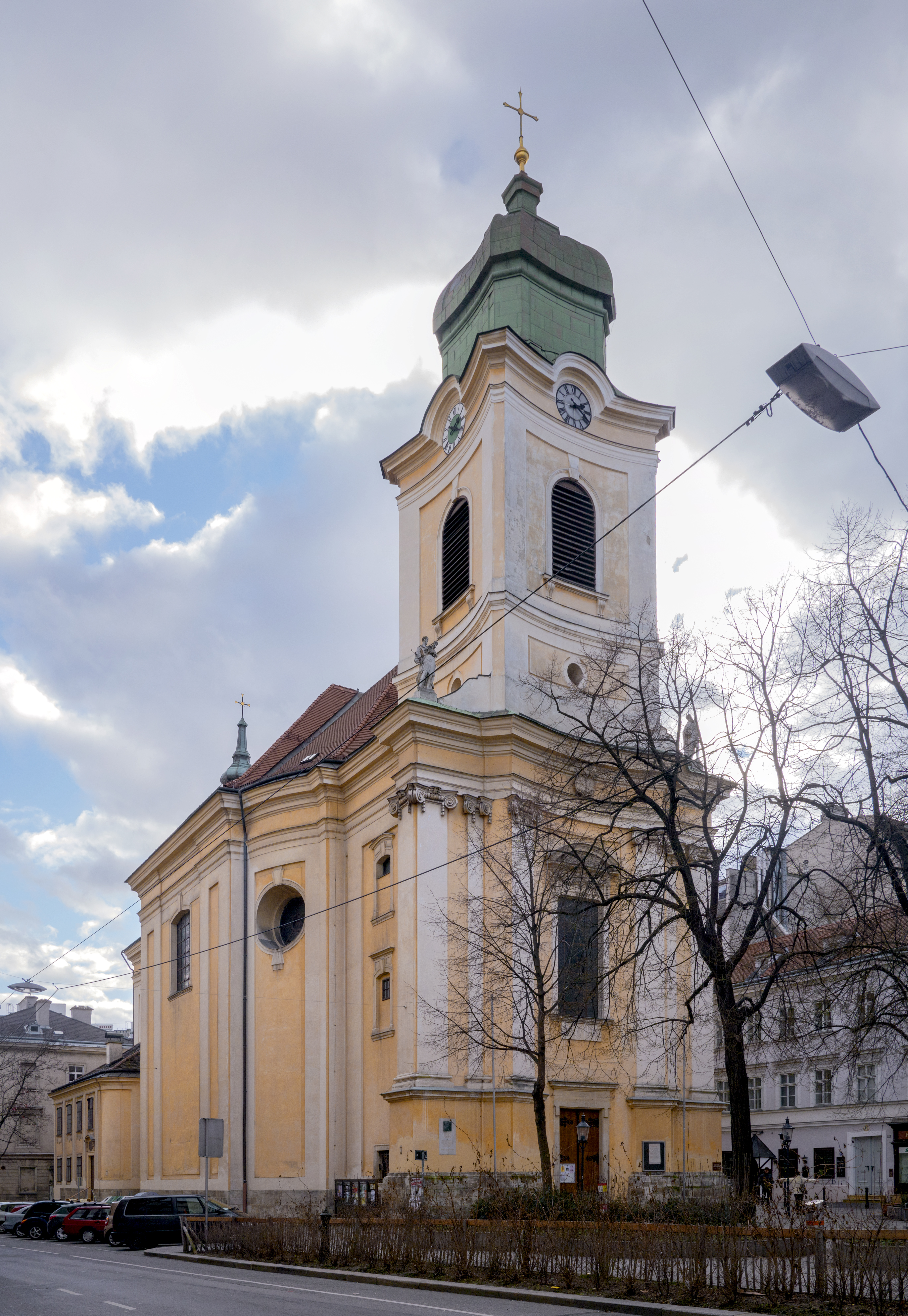
Ägidiuskirche in Gumpendorf

Die Siedlung Gumpendorf entstand etwa im Jahr 1000 entlang einer ehemaligen Römerstraße, deren Verlauf zum Teil der heutigen Gumpendorfer Straße entspricht. Die Straße überquerte im Bereich der heutigen Nevillebrücke (Brückengasse) den Wienfluss, an dieser Stelle befand sich ein römischer Wachturm. Gumpendorf ist damit eine der ältesten Wiener Vorstädte (Ortschaften innerhalb des Linienwalls, der dem heutigen Gürtel entspricht).
Durch die vom Wienfluss verursachten Überschwemmungen waren die südlichen Teile Gumpendorfs eine Aulandschaft, die den Babenbergern im 12. Jahrhundert als Jagdgebiet diente. 1293 wurde Gumpendorf von Ulrich II. von Kapellen gekauft, der den römischen Wachturm durch Zubau eines Hauses und Erhöhung des Turmes in eine Kirche umbauen ließ.
Im 15. Jahrhundert wuchs die Ortschaft aufgrund vermehrten Zuzuges, wurde aber während der ersten Türkenbelagerung 1529 vollständig zerstört. Sigmund Muschinger erwarb Gumpendorf im Jahr 1540 und ließ das aus dem 12. Jahrhundert stammende und während der ersten Türkenbelagerung zerstörte Schloss Gumpendorf wieder aufbauen. Bis zum Tod seines Urenkels Vinzenz Muschinger 1628 blieb Gumpendorf im Besitz dieser Familie (auf deren Wappen das heutige Gumpendorfer Wappen zurückzuführen ist) und gelangte dann an die Familie Mollard und anschließend an eine Reihe wechselnder Grundherren, bis es 1798 von der Gemeinde Wien gekauft wurde. Bei der zweiten Türkenbelagerung 1683 wurde das Dorf erneut zerstört, auch die umliegenden Weingärten wurden verwüstet. Erst der Bau des Linienwalls im Jahr 1704 sollte Gumpendorf besseren Schutz vor derartigen Angriffen bieten. Im 18. Jahrhundert entdeckten die Wiener Adeligen Gumpendorf als Ort für ihre Sommerfrische und ließen zahlreiche Landsitze und Gärten anlegen.
Die Gumpendorfer Pfarrkirche zum heiligen Aegidius (umgangssprachlich Ägidiuskirche), die bereits im 13. Jahrhundert urkundlich erwähnt wurde, wurde ab 1765 fast zur Gänze neu errichtet. Am 1. Juni 1809 wurde hier der am Vortag in seinem Haus auf der Windmühle verstorbene Joseph Haydn eingesegnet. Am 1. Mai 1820 erfolgte die Einweihung der Kirche durch Erzbischof Siegmund Graf Hohenwart. Die Ausgestaltung im Inneren nahm unter anderen der Biedermeier-Bildhauer Josef Klieber vor, der den Hochaltar und verschiedene Plastiken schuf. Die Aegidigasse bezieht sich seit 1852 auf die Kirche.
Im 19. Jahrhundert entstanden im Zuge der zunehmenden Industrialisierung in Gumpendorf zahlreiche Betriebe. Entsprechend stark stieg auch die Bevölkerung an, 1827 zählte man beinahe 30.000 Einwohner. 1850 wurde Gumpendorf gemeinsam mit den Vorstädten Mariahilf, Windmühle, Magdalenengrund und Laimgrube als 5. Bezirk, Mariahilf, nach Wien eingemeindet. 1861 wurde Mariahilf aufgrund der Teilung der Wieden in den neuen 4. und neuen 5. zum 6. Bezirk, ein Jahr später verlor es die Teile nördlich der Mariahilfer Straße an den 7. Bezirk, Neubau.
Ab 1894 wurde der Linienwall abgetragen, die großteils ab den siebziger Jahren errichtete Gürtelstraße ausgebaut. Die Gürtellinie der Stadtbahn mit der Hochbahnstation Gumpendorfer Straße (heute U6) wurde 1898 eröffnet. Der Gumpendorfer Gürtel wurde allerdings erst 1965 amtlich so benannt; bis dahin hatten der (heute stark verkleinerte) Franz-Schwarz-Park, der vom Stadtbahnviadukt bis zur Wallgasse reichte, und das 1962 demolierte Schloss Gumpendorf, damals Mollardgasse 92, 1858 von Friedrich von Amerling gekauft und seither umgangssprachlich auch Amerlingschlößl genannt, den heutigen Lauf der Straße nicht zugelassen.
Die Margaretengürtelbrücke, die den Durchzugsverkehr vom Margaretengürtel in Fahrtrichtung Norden zum Gumpendorfer Gürtel ermöglicht, wurde erst 1967 eröffnet.

## Gebäude und Institutionen

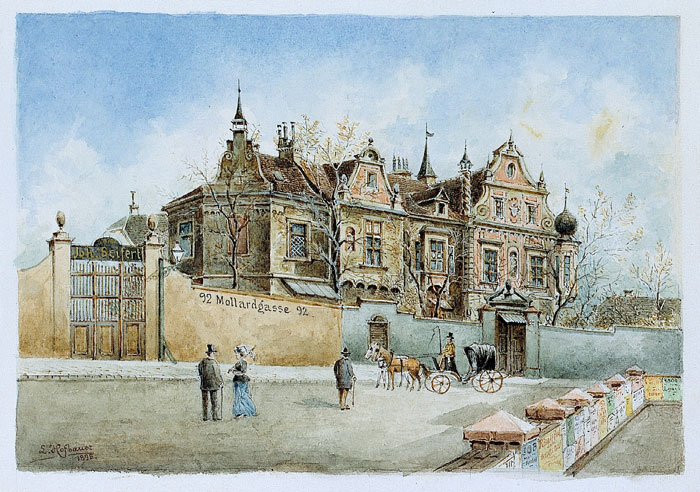
Amerlingschlößl im Jahr 1895 (1962 abgerissen)

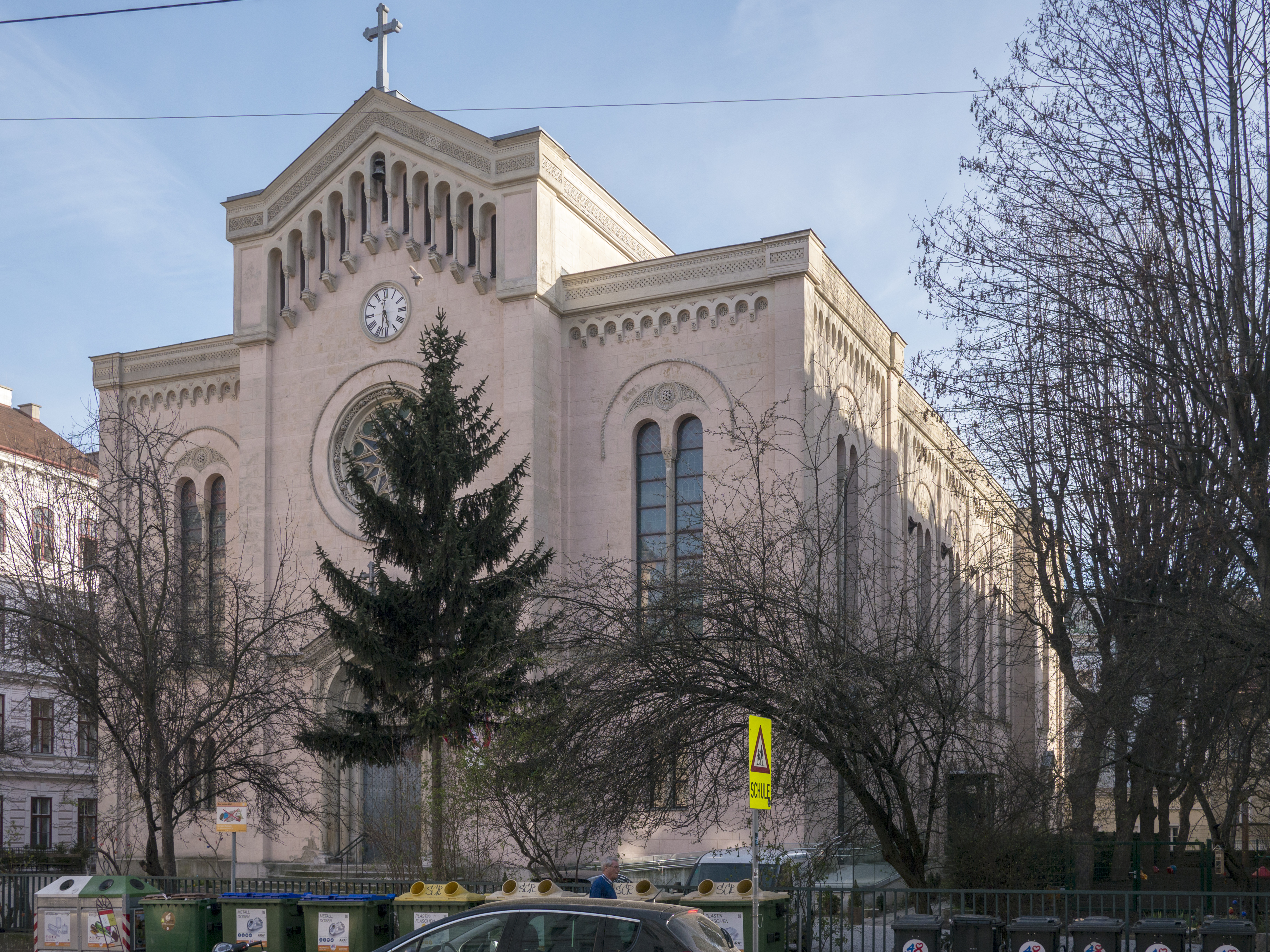
Evangelische Gustav-Adolf-Kirche, 1849/50 von Ludwig Förster und Theophil von Hansen erbaut

### Historisch
- Amerlingschlößl
- Gumpendorfer Kaserne
- Gumpendorfer Schlachthof
- Institut für Höhere Studien, bis 2015 in der Stumpergasse 56, seit Sommer 2015 in der Josefstädter Straße 39, dem Palais Strozzi, Wien 8.
- Vereinssynagoge in der Schmalzhofgasse 3, zerstört 1938
- Vereinssynagoge in der Stumpergasse 42, zerstört 1938
- Vereinsbethaus in der Millergasse 43, zerstört 1938

### Bestehend
- Arik-Brauer-Haus
- Hauptfeuerwache Mariahilf
- Gumpendorfer Pfarrkirche
- Evangelische Gustav-Adolf-Kirche
- Krankenhaus der Barmherzigen Schwestern
- Raimundtheater
- Rettungsstation Mariahilfer Gürtel 20
- 1. Zentralberufsschule der Stadt Wien, Mollardgasse
- Direktion der Wiener Wasserwerke (MA 31)
- Zum Auge Gottes

## Persönlichkeiten
- Johann Michael Adelpodinger (1734–1800), Architekt und Baumeister
- Franz Eybl (1806–1880), Maler und Lithograph
- Fanny Elßler (1810–1884), Tänzerin
- Therese Elßler (1808–1878), Tänzerin
- Dominik Finkes (1821–1889), Lehrer, Chorleiter und Komponist
- Amon Göth (1908–1946), SS-Hauptsturmführer
- Adrian Gretsch (1753–1826), römisch-katholischer Dogmatiker
- Hermes Phettberg (1952–2024), Schauspieler, Autor und Talkshow-Moderator
- Wenzel Seidl (1842–1921), Volkssänger und Komiker
- Oskar Werner (1922–1984), Schauspieler